# 웰빙
웰빙(well-being 웰비잉[*])은 본래 복지나 행복의 정도를 의미하나 특정한 생활 방식을 가리키는 유행어로 사용되며, 건강에 좋다고 주장되는 제품에 붙는 수식어로도 널리 쓰이고 있다. 다만, 국립국어원에서는 웰빙의 순화어로는 참살이로 정해서 쓰고 있도록 규정되어 있다.

## 같이 보기
- 복지